# Illa d'Aba
L'illa d'Aba (àrab: الجزيرة أبا, al-Jazīra Abā) és una illa al mig del riu Nil Blanc, al sud de Khartum, al Sudan, famosa per ser el lloc d'origen del mahdí Muhammad Ahmad. Durant el condomini del Sudan Angloegipci, el fill del mahdí, sàyyid Abd al-Rahman ibn al-Mahdi va recuperar la propietat el 1908 i a partir de 1914 hi va residir freqüentment i fou centre de l'activitat de la confraria dels Ansariyya. El 1923 i 1924 hi van haver grans concentracions al mes del ramadà, de seguidors de la confraria, i el govern britànic va haver de prohibir les celebracions. Fou centre de la confraria durant la resta del condomini i després amb la independència (1956-1970).
El març de 1970 es van produir les primeres manifestacions contra el govern militar de Gaafar al-Nimeiry a l'illa d'Aba i altres poblacions de la zona, organitzades pels ansars però amb la cooperació de l'altra moviment religiós sudanès, la Khatamiyya; les forces del govern foren atacades per milicians ansars armats que es van estendre cap a Omdurman i a la província de Kordofan. Els tancs i l'aviació del govern (incloent alguns avions egipcis dirigits per Hosni Mubarak, llavors oficial de la Força Aèria Egípcia) van atacar l'illa i van sufocar l'agitació i el líder al-Hadi al-Mahdi va resultar mort quan fugia cap a Etiòpia mentre el seu nebot Saddik al-Mahdi fou arrestat i deportat a Egipte. Uns dotze mil ansars van resultar morts. La propietat fou confiscada per l'estat.